# 旭市
旭市（あさひし）は、千葉県の北東部に位置する市。
基幹産業として近郊農業が盛んであり、千葉県内第1位・全国第5位の農業産出額である。
2021年（令和3年）4月1日、過疎法に基づき、干潟地域が過疎地域に指定され、人口減少が課題となっている。

## 概要
南部は九十九里浜に面しており、夏季には海水浴客が訪れる。
北部には干潟八万石といわれる房総半島屈指の穀倉地帯となだらかな丘陵地帯である北総台地が広がっている。市の中央部を東西に総武本線と国道126号が通る。
産業では、施設園芸、畜産、稲作、露地野菜などの農業や漁業が発展している。
九十九里海岸沿いの千葉県道30号飯岡一宮線に沿っていくつかの源泉が湧出している。

## 地理
千葉県北東部に位置し、県庁所在地である千葉市から約50キロメートルの距離である。東京都の都心から80 - 90キロメートル圏内である。
九十九里平野の北端に位置し、南部は九十九里浜・太平洋に面し、北部に下総台地が広がる。市の中央部を東西に総武本線と国道126号が通る。
千葉県立旭農業高等学校の所在する千葉県旭市ロ1番地（郵便番号：289-2516）は、日本一短い地名の一つである。

### 隣接する自治体
- 匝瑳市
- 銚子市
- 香取市
- 香取郡
  - 東庄町

## 歴史
古代、現在の旭市周辺には椿海と呼ばれる湖が広がっていた。江戸時代になり、椿海を干拓するため、新川を掘削して湖底を干潟とした。
幕末には、農村指導の先駆者・大原幽学が長部村を訪れ、農村を再興させた。同じく幕末に、国学者の宮負定賢・宮負定雄父子も村の和合や農業改良に努めた。一方、九十九里沖の豊かな漁場を求めて関西の漁民がやって来るようになり、飯岡助五郎は、イワシ漁を中心とした漁業の発展に尽力した。
明治に入り、政府の「畑作奨励策」の下、鎌数村の金谷総蔵が落花生栽培を普及させ、総武鉄道が開通して大量輸送が可能になると、落花生の加工工場が数多く造られた。また、昭和初期からスイカ、カボチャ、サツマイモ（甘藷）などの生産が盛んになり、特に甘藷栽培は穴澤松五郎の功績で発展した。

### 年表
- 1889年（明治22年） - 町村制施行に伴い海上郡網戸村・成田村・十日市場村と匝瑳郡太田村が合併、海上郡旭町が発足。
- 1911年（明治44年） - 旭農業高等学校開校。
- 1951年（昭和26年） - 大利根用水完工。
- 1953年（昭和28年） - 旭中央病院開設。
- 1954年（昭和29年）7月1日 - 市制施行、旭市となる。
- 1963年（昭和38年） - 東総工業高等学校開校。
- 1964年（昭和39年） - 旭中央病院付属看護専門学校開設。
- 2005年（平成17年）7月1日 - （旧）旭市と香取郡干潟町、海上郡海上町・飯岡町が対等合併し、新しい旭市となった[2]。(これにより、海上郡が消滅。)旧市の人口は約4万1000人、面積は50.61平方キロメートル。
- 2011年（平成23年）3月11日 - 沿岸部に東北地方太平洋沖地震（東日本大震災）による千葉県内最大7.6メートルの津波が襲い、飯岡地区を中心に沿岸付近の民家が全壊336棟、半壊945棟、県内最多14人の死者、2名の行方不明者を出した[5]。のちに天皇・皇后が飯岡地区を訪問した。
- 2021年（令和3年）4月26日 - 旭市役所の新庁舎が文化の杜公園に移転となり、業務を開始した[6]。

### 旭市の由来
「旭」という市名（最初は町名）は、一説には「旭将軍」と呼ばれた木曾義仲の末裔とされ、この地で没した木曾義昌を詠んだ「信濃より いつる旭をしたひきて 東の国にあととどめけむ」から採られたとされる。
この歌は、弘化元年（1844年）木曾氏末裔を称する芦原検校（木曾義長）が、東漸寺において営んだ「木曾義昌公250回忌」において京都の国学者、野々口隆正が詠んだ追悼歌で、この時に寄せられた追悼歌400首を収めたのが、市の指定文化財ともなっている「慕香和歌集」である。

### 行政区域変遷
- 変遷の年表

| 旭市市域の変遷（年表） | 旭市市域の変遷（年表）                   | 旭市市域の変遷（年表） |
| 年                     | 月日                                     | 現旭市市域に関連する行政区域変遷 |
| ---------------------- | ---------------------------------------- | --- |
| 1889年（明治22年）     | 4月1日                                   | 町村制施行に伴い、以下の町村がそれぞれ発足。 - 旧旭市 - 海上郡 - 旭町 ← 海上郡網戸村・成田村・十日市場村と匝瑳郡太田村 - 富浦村 ← 中谷里村・仁玉村・神宮寺村 - 浦賀村 ← 椎名内村・野中村・東足洗村・西足洗村 - 足川村 ← 足川村単独で村制施行 - 匝瑳郡 - 豊畑村 ← 井戸野村・泉川村・川口村・大塚原村・駒込村 - 共和村 ← 鎌数村・新町村 - 旧飯岡町 - 海上郡 - 飯岡町 ← 上永井村・下永井村・飯岡村・行内村・平松村・横根村・岩崎村・萩園村 - 三川村 ← 三川村・権田沼新田 - 豊岡村 ← 塙村・八木村・小浜村・親田村・常世田村 - 旧海上町 - 海上郡 - 鶴巻村 ← 見広村・大間手村・長尾村・倉橋村・蛇園村 - 滝郷村 ← 清滝村・幾世村・岩井村・松ケ谷村 - 嚶鳴村 ← 琴田村・後草村・高生村・江ケ崎村 - 旧干潟町 - 香取郡 - 古城村 ← 鏑木村・万力村・秋田村 - 庄内村 ← 清和村・南堀之内村・長部村・米込村・入野村 - 万歳村 ← 万歳村・関戸村・溝原村 - 神代村 ← 桜井村・大久保村・舟戸村・東和田村・神田村・小貝野村・窪野谷村・平山村・高部村・大友村 |
| 1890年（明治23年）     | 10月27日                                 | 庄内村は改称し中和村になる。 |
| 1914年（大正3年）      | 12月12日                                 | 浦賀村・足川村が合併し浦賀村が発足。 |
| 1915年（大正4年）      | 10月1日                                  | 浦賀村は改称し矢指村になる。 |
| 1954年（昭和29年）     | 2月11日                                  | 旭町・富浦村・矢指村が合併し旭町が発足。 |
| 1954年（昭和29年）     | 3月31日                                  | - 飯岡町・三川村と豊岡村の一部（塙と八木の一部）が合併し飯岡町が発足。 - 滝郷村・嚶鳴村・鶴巻村が合併し海上町が発足。 |
| 1954年（昭和29年）     | 6月1日                                   | 豊畑村・共和村は旭町に編入。 |
| 1954年（昭和29年）     | 7月1日                                   | 旭町が市制施行し旭市となる。 |
| 1954年（昭和29年）     | 海上町の一部（琴田の一部）は旭市に編入。 | |
| 1955年（昭和30年）     | 4月10日                                  | 古城村・中和村・万歳村が合併し干潟町が発足。 |
| 1955年（昭和30年）     | 7月20日                                  | 神代村は笹川町・橘村・東城村とともに合併し、東庄町が発足。 |
| 1955年（昭和30年）     | 海上町の一部（琴田の一部）は旭市に編入。 | |
| 1956年（昭和31年）     |                                          | - 東庄町の一部（桜井）は干潟町に編入。 - 海上町の一部（琴田の一部）は旭市に編入。hxyauiBE jls |
| 1957年（昭和32年）     |                                          | 飯岡町の一部（三川の一部）は海上町に編入。 |
| 1958年（昭和33年）     |                                          | 飯岡町の一部（三川の一部）は銚子市に編入。 |
| 1960年（昭和35年）     |                                          | 海上町の一部（琴田、江ケ崎の各一部）は旭市に編入。 |
| 1984年（昭和59年）     |                                          | 旭市の一部（網戸山）を海上町に編入 |
| 2005年（平成17年）     | 7月1日                                   | 旭市・飯岡町・海上町・干潟町が合併し旭市が発足。 |

- 変遷表

| 旭市市域の変遷表（※細かな境界の変遷は省略） | 旭市市域の変遷表（※細かな境界の変遷は省略） | 旭市市域の変遷表（※細かな境界の変遷は省略） | 旭市市域の変遷表（※細かな境界の変遷は省略） | 旭市市域の変遷表（※細かな境界の変遷は省略） | 旭市市域の変遷表（※細かな境界の変遷は省略）        | 旭市市域の変遷表（※細かな境界の変遷は省略）  | 旭市市域の変遷表（※細かな境界の変遷は省略）  | 旭市市域の変遷表（※細かな境界の変遷は省略） | 旭市市域の変遷表（※細かな境界の変遷は省略） | 旭市市域の変遷表（※細かな境界の変遷は省略） |
| 1868年 以前                                 | 1868年 以前                                 | 1868年 以前                                 | 明治元年 - 明治22年                         | 明治22年 4月1日                             | 明治22年 - 昭和19年                                | 昭和20年 - 昭和64年                          | 昭和20年 - 昭和64年                          | 平成元年 - 現在                             | 現在                                        |                                             |
| ------------------------------------------- | ------------------------------------------- | ------------------------------------------- | ------------------------------------------- | ------------------------------------------- | -------------------------------------------------- | -------------------------------------------- | -------------------------------------------- | ------------------------------------------- | ------------------------------------------- | ------------------------------------------- |
| 匝瑳郡                                      |                                             | 太田村                                      | 太田村                                      | 旭町                                        | 旭町                                               | 昭和29年2月11日 旭町                         | 昭和29年7月1日 市制                          | 平成17年7月1日 旭市                         | 旭市                                        |                                             |
| 海上郡                                      |                                             | 網戸村                                      | 網戸村                                      | 旭町                                        | 旭町                                               | 昭和29年2月11日 旭町                         | 昭和29年7月1日 市制                          | 平成17年7月1日 旭市                         | 旭市                                        |                                             |
| 海上郡                                      | 成田村                                      |                                             |                                             | 旭町                                        | 旭町                                               | 昭和29年2月11日 旭町                         | 昭和29年7月1日 市制                          | 平成17年7月1日 旭市                         | 旭市                                        |                                             |
| 海上郡                                      | 十日市場村                                  |                                             |                                             | 旭町                                        | 旭町                                               | 昭和29年2月11日 旭町                         | 昭和29年7月1日 市制                          | 平成17年7月1日 旭市                         | 旭市                                        |                                             |
| 海上郡                                      |                                             | 中谷里村                                    | 中谷里村                                    | 富浦村                                      | 富浦村                                             | 昭和29年2月11日 旭町                         | 昭和29年7月1日 市制                          | 平成17年7月1日 旭市                         | 旭市                                        |                                             |
| 海上郡                                      | 仁玉村                                      |                                             |                                             | 富浦村                                      | 富浦村                                             | 昭和29年2月11日 旭町                         | 昭和29年7月1日 市制                          | 平成17年7月1日 旭市                         | 旭市                                        |                                             |
| 海上郡                                      | 神宮寺村                                    |                                             |                                             | 富浦村                                      | 富浦村                                             | 昭和29年2月11日 旭町                         | 昭和29年7月1日 市制                          | 平成17年7月1日 旭市                         | 旭市                                        |                                             |
| 海上郡                                      |                                             | 椎名内村                                    | 椎名内村                                    | 浦賀村                                      | 大正3年12月12日 浦賀村 大正4年10月1日 矢指村に改称 | 昭和29年2月11日 旭町                         | 昭和29年7月1日 市制                          | 平成17年7月1日 旭市                         | 旭市                                        |                                             |
| 海上郡                                      | 野中村                                      |                                             |                                             | 浦賀村                                      | 大正3年12月12日 浦賀村 大正4年10月1日 矢指村に改称 | 昭和29年2月11日 旭町                         | 昭和29年7月1日 市制                          | 平成17年7月1日 旭市                         | 旭市                                        |                                             |
| 海上郡                                      | 東足洗村                                    |                                             |                                             | 浦賀村                                      | 大正3年12月12日 浦賀村 大正4年10月1日 矢指村に改称 | 昭和29年2月11日 旭町                         | 昭和29年7月1日 市制                          | 平成17年7月1日 旭市                         | 旭市                                        |                                             |
| 海上郡                                      | 西足洗村                                    |                                             |                                             | 浦賀村                                      | 大正3年12月12日 浦賀村 大正4年10月1日 矢指村に改称 | 昭和29年2月11日 旭町                         | 昭和29年7月1日 市制                          | 平成17年7月1日 旭市                         | 旭市                                        |                                             |
| 海上郡                                      |                                             | 足川村                                      | 足川村                                      | 足川村                                      | 大正3年12月12日 浦賀村 大正4年10月1日 矢指村に改称 | 昭和29年2月11日 旭町                         | 昭和29年7月1日 市制                          | 平成17年7月1日 旭市                         | 旭市                                        |                                             |
| 匝瑳郡                                      |                                             | 井戸野村                                    | 井戸野村                                    | 豊畑村                                      | 豊畑村                                             | 昭和29年6月1日 旭町に編入                    | 昭和29年7月1日 市制                          | 平成17年7月1日 旭市                         | 旭市                                        |                                             |
| 匝瑳郡                                      | 泉川村                                      |                                             |                                             | 豊畑村                                      | 豊畑村                                             | 昭和29年6月1日 旭町に編入                    | 昭和29年7月1日 市制                          | 平成17年7月1日 旭市                         | 旭市                                        |                                             |
| 匝瑳郡                                      | 川口村                                      |                                             |                                             | 豊畑村                                      | 豊畑村                                             | 昭和29年6月1日 旭町に編入                    | 昭和29年7月1日 市制                          | 平成17年7月1日 旭市                         | 旭市                                        |                                             |
| 匝瑳郡                                      | 大塚原村                                    |                                             |                                             | 豊畑村                                      | 豊畑村                                             | 昭和29年6月1日 旭町に編入                    | 昭和29年7月1日 市制                          | 平成17年7月1日 旭市                         | 旭市                                        |                                             |
| 匝瑳郡                                      | 駒込村                                      |                                             |                                             | 豊畑村                                      | 豊畑村                                             | 昭和29年6月1日 旭町に編入                    | 昭和29年7月1日 市制                          | 平成17年7月1日 旭市                         | 旭市                                        |                                             |
| 匝瑳郡                                      |                                             | 新町村                                      | 新町村                                      | 共和村                                      | 共和村                                             | 昭和29年6月1日 旭町に編入                    | 昭和29年7月1日 市制                          | 平成17年7月1日 旭市                         | 旭市                                        |                                             |
| 匝瑳郡                                      | 鎌数村                                      |                                             |                                             | 共和村                                      | 共和村                                             | 昭和29年6月1日 旭町に編入                    | 昭和29年7月1日 市制                          | 平成17年7月1日 旭市                         | 旭市                                        |                                             |
| 海上郡                                      |                                             | 上永井村                                    | 上永井村                                    | 飯岡町                                      | 飯岡町                                             | 昭和29年3月31日 飯岡町                       | 昭和29年3月31日 飯岡町                       | 平成17年7月1日 旭市                         | 旭市                                        |                                             |
| 海上郡                                      | 下永井村                                    |                                             |                                             | 飯岡町                                      | 飯岡町                                             | 昭和29年3月31日 飯岡町                       | 昭和29年3月31日 飯岡町                       | 平成17年7月1日 旭市                         | 旭市                                        |                                             |
| 海上郡                                      | 飯岡村                                      |                                             |                                             | 飯岡町                                      | 飯岡町                                             | 昭和29年3月31日 飯岡町                       | 昭和29年3月31日 飯岡町                       | 平成17年7月1日 旭市                         | 旭市                                        |                                             |
| 海上郡                                      | 行内村                                      |                                             |                                             | 飯岡町                                      | 飯岡町                                             | 昭和29年3月31日 飯岡町                       | 昭和29年3月31日 飯岡町                       | 平成17年7月1日 旭市                         | 旭市                                        |                                             |
| 海上郡                                      | 平松村                                      |                                             |                                             | 飯岡町                                      | 飯岡町                                             | 昭和29年3月31日 飯岡町                       | 昭和29年3月31日 飯岡町                       | 平成17年7月1日 旭市                         | 旭市                                        |                                             |
| 海上郡                                      | 横根村                                      |                                             |                                             | 飯岡町                                      | 飯岡町                                             | 昭和29年3月31日 飯岡町                       | 昭和29年3月31日 飯岡町                       | 平成17年7月1日 旭市                         | 旭市                                        |                                             |
| 海上郡                                      | 岩崎村                                      |                                             |                                             | 飯岡町                                      | 飯岡町                                             | 昭和29年3月31日 飯岡町                       | 昭和29年3月31日 飯岡町                       | 平成17年7月1日 旭市                         | 旭市                                        |                                             |
| 海上郡                                      | 萩園村                                      |                                             |                                             | 飯岡町                                      | 飯岡町                                             | 昭和29年3月31日 飯岡町                       | 昭和29年3月31日 飯岡町                       | 平成17年7月1日 旭市                         | 旭市                                        |                                             |
| 海上郡                                      |                                             | 塙村                                        | 塙村                                        | 豊岡村 の一部                               | 豊岡村の一部                                       | 昭和29年3月31日 飯岡町                       | 昭和29年3月31日 飯岡町                       | 平成17年7月1日 旭市                         | 旭市                                        |                                             |
| 海上郡                                      | 八木村の一部                                |                                             |                                             | 豊岡村 の一部                               | 豊岡村の一部                                       | 昭和29年3月31日 飯岡町                       | 昭和29年3月31日 飯岡町                       | 平成17年7月1日 旭市                         | 旭市                                        |                                             |
| 海上郡                                      |                                             | 三川村                                      | 三川村                                      | 三川村                                      | 三川村                                             | 昭和29年3月31日 飯岡町                       | 昭和29年3月31日 飯岡町                       | 平成17年7月1日 旭市                         | 旭市                                        |                                             |
| 海上郡                                      | 権田沼新田                                  |                                             |                                             | 三川村                                      | 三川村                                             | 昭和29年3月31日 飯岡町                       | 昭和29年3月31日 飯岡町                       | 平成17年7月1日 旭市                         | 旭市                                        |                                             |
| 海上郡                                      |                                             | 琴田村                                      | 琴田村                                      | 嚶鳴村                                      | 嚶鳴村                                             | 昭和29年3月31日 海上町                       | 昭和29年3月31日 海上町                       | 平成17年7月1日 旭市                         | 旭市                                        |                                             |
| 海上郡                                      | 後草村                                      |                                             |                                             | 嚶鳴村                                      | 嚶鳴村                                             | 昭和29年3月31日 海上町                       | 昭和29年3月31日 海上町                       | 平成17年7月1日 旭市                         | 旭市                                        |                                             |
| 海上郡                                      | 高生村                                      |                                             |                                             | 嚶鳴村                                      | 嚶鳴村                                             | 昭和29年3月31日 海上町                       | 昭和29年3月31日 海上町                       | 平成17年7月1日 旭市                         | 旭市                                        |                                             |
| 海上郡                                      | 江ケ崎村                                    |                                             |                                             | 嚶鳴村                                      | 嚶鳴村                                             | 昭和29年3月31日 海上町                       | 昭和29年3月31日 海上町                       | 平成17年7月1日 旭市                         | 旭市                                        |                                             |
| 海上郡                                      |                                             | 清滝村                                      | 清滝村                                      | 滝郷村                                      | 滝郷村                                             | 昭和29年3月31日 海上町                       | 昭和29年3月31日 海上町                       | 平成17年7月1日 旭市                         | 旭市                                        |                                             |
| 海上郡                                      | 幾世村                                      |                                             |                                             | 滝郷村                                      | 滝郷村                                             | 昭和29年3月31日 海上町                       | 昭和29年3月31日 海上町                       | 平成17年7月1日 旭市                         | 旭市                                        |                                             |
| 海上郡                                      | 岩井村                                      |                                             |                                             | 滝郷村                                      | 滝郷村                                             | 昭和29年3月31日 海上町                       | 昭和29年3月31日 海上町                       | 平成17年7月1日 旭市                         | 旭市                                        |                                             |
| 海上郡                                      | 松ケ谷村                                    |                                             |                                             | 滝郷村                                      | 滝郷村                                             | 昭和29年3月31日 海上町                       | 昭和29年3月31日 海上町                       | 平成17年7月1日 旭市                         | 旭市                                        |                                             |
| 海上郡                                      |                                             | 見広村                                      | 見広村                                      | 鶴巻村                                      | 鶴巻村                                             | 昭和29年3月31日 海上町                       | 昭和29年3月31日 海上町                       | 平成17年7月1日 旭市                         | 旭市                                        |                                             |
| 海上郡                                      | 大間手村                                    |                                             |                                             | 鶴巻村                                      | 鶴巻村                                             | 昭和29年3月31日 海上町                       | 昭和29年3月31日 海上町                       | 平成17年7月1日 旭市                         | 旭市                                        |                                             |
| 海上郡                                      | 長尾村                                      |                                             |                                             | 鶴巻村                                      | 鶴巻村                                             | 昭和29年3月31日 海上町                       | 昭和29年3月31日 海上町                       | 平成17年7月1日 旭市                         | 旭市                                        |                                             |
| 海上郡                                      | 倉橋村                                      |                                             |                                             | 鶴巻村                                      | 鶴巻村                                             | 昭和29年3月31日 海上町                       | 昭和29年3月31日 海上町                       | 平成17年7月1日 旭市                         | 旭市                                        |                                             |
| 海上郡                                      | 蛇園村                                      |                                             |                                             | 鶴巻村                                      | 鶴巻村                                             | 昭和29年3月31日 海上町                       | 昭和29年3月31日 海上町                       | 平成17年7月1日 旭市                         | 旭市                                        |                                             |
| 香取郡                                      |                                             | 鏑木村                                      | 鏑木村                                      | 古城村                                      | 古城村                                             | 昭和30年4月10日 干潟町                       | 昭和30年4月10日 干潟町                       | 平成17年7月1日 旭市                         | 旭市                                        |                                             |
| 香取郡                                      | 万力村                                      |                                             |                                             | 古城村                                      | 古城村                                             | 昭和30年4月10日 干潟町                       | 昭和30年4月10日 干潟町                       | 平成17年7月1日 旭市                         | 旭市                                        |                                             |
| 香取郡                                      | 秋田村                                      |                                             |                                             | 古城村                                      | 古城村                                             | 昭和30年4月10日 干潟町                       | 昭和30年4月10日 干潟町                       | 平成17年7月1日 旭市                         | 旭市                                        |                                             |
| 香取郡                                      |                                             | 諸徳寺村                                    | 明治13年 清和村                             | 庄内村                                      | 明治23年10月27日 中和村に改称                      | 昭和30年4月10日 干潟町                       | 昭和30年4月10日 干潟町                       | 平成17年7月1日 旭市                         | 旭市                                        |                                             |
| 香取郡                                      | 松沢村                                      |                                             | 明治13年 清和村                             | 庄内村                                      | 明治23年10月27日 中和村に改称                      | 昭和30年4月10日 干潟町                       | 昭和30年4月10日 干潟町                       | 平成17年7月1日 旭市                         | 旭市                                        |                                             |
| 香取郡                                      | 南堀之内村                                  |                                             |                                             | 庄内村                                      | 明治23年10月27日 中和村に改称                      | 昭和30年4月10日 干潟町                       | 昭和30年4月10日 干潟町                       | 平成17年7月1日 旭市                         | 旭市                                        |                                             |
| 香取郡                                      | 長部村                                      |                                             |                                             | 庄内村                                      | 明治23年10月27日 中和村に改称                      | 昭和30年4月10日 干潟町                       | 昭和30年4月10日 干潟町                       | 平成17年7月1日 旭市                         | 旭市                                        |                                             |
| 香取郡                                      | 米込村                                      |                                             |                                             | 庄内村                                      | 明治23年10月27日 中和村に改称                      | 昭和30年4月10日 干潟町                       | 昭和30年4月10日 干潟町                       | 平成17年7月1日 旭市                         | 旭市                                        |                                             |
| 香取郡                                      | 入野村                                      |                                             |                                             | 庄内村                                      | 明治23年10月27日 中和村に改称                      | 昭和30年4月10日 干潟町                       | 昭和30年4月10日 干潟町                       | 平成17年7月1日 旭市                         | 旭市                                        |                                             |
| 香取郡                                      |                                             | 万歳村                                      | 万歳村                                      | 万歳村                                      | 万歳村                                             | 昭和30年4月10日 干潟町                       | 昭和30年4月10日 干潟町                       | 平成17年7月1日 旭市                         | 旭市                                        |                                             |
| 香取郡                                      | 関戸村                                      |                                             |                                             | 万歳村                                      | 万歳村                                             | 昭和30年4月10日 干潟町                       | 昭和30年4月10日 干潟町                       | 平成17年7月1日 旭市                         | 旭市                                        |                                             |
| 香取郡                                      | 溝原村                                      |                                             |                                             | 万歳村                                      | 万歳村                                             | 昭和30年4月10日 干潟町                       | 昭和30年4月10日 干潟町                       | 平成17年7月1日 旭市                         | 旭市                                        |                                             |
| 香取郡                                      |                                             | 桜井村                                      | 桜井村                                      | 神代村 の一部                               | 神代村の一部                                       | 昭和30年7月20日 東庄町 昭和31年 干潟町に編入 | 昭和30年7月20日 東庄町 昭和31年 干潟町に編入 | 平成17年7月1日 旭市                         | 旭市                                        |                                             |

## 人口
平成27年国勢調査より前回調査からの人口増減をみると、3.58%減の66,586人であり、人口減少が進行している。増減率は千葉県下54市町村中31位、60行政区域中37位。
| |                                      |  |
| 旭市と全国の年齢別人口分布（2005年） | 旭市の年齢・男女別人口分布（2005年） |  |
| ■紫色 ― 旭市 ■緑色 ― 日本全国 | ■青色 ― 男性 ■赤色 ― 女性            |  |
| 旭市（に相当する地域）の人口の推移 \| 1970年（昭和45年） \| 61,136人 \| \| \| 1975年（昭和50年） \| 63,189人 \| \| \| 1980年（昭和55年） \| 65,405人 \| \| \| 1985年（昭和60年） \| 67,974人 \| \| \| 1990年（平成2年） \| 69,800人 \| \| \| 1995年（平成7年） \| 71,382人 \| \| \| 2000年（平成12年） \| 71,176人 \| \| \| 2005年（平成17年） \| 70,643人 \| \| \| 2010年（平成22年） \| 69,058人 \| \| \| 2015年（平成27年） \| 66,586人 \| \| \| 2020年（令和2年） \| 63,745人 \| \| |                                      |  |
| 総務省統計局 国勢調査より |                                      |  |
| 1970年（昭和45年） | 61,136人                             |  |
| 1975年（昭和50年） | 63,189人                             |  |
| 1980年（昭和55年） | 65,405人                             |  |
| 1985年（昭和60年） | 67,974人                             |  |
| 1990年（平成2年） | 69,800人                             |  |
| 1995年（平成7年） | 71,382人                             |  |
| 2000年（平成12年） | 71,176人                             |  |
| 2005年（平成17年） | 70,643人                             |  |
| 2010年（平成22年） | 69,058人                             |  |
| 2015年（平成27年） | 66,586人                             |  |
| 2020年（令和2年） | 63,745人                             |  |

## 行政

### 市長
- 市長：米本弥一郎[8]（よねもと やいちろう、2021年7月31日就任、1期目）

#### 歴代市長
特記なき場合『日本の歴代市長 : 市制施行百年の歩み』などによる。
旧旭市長
| 代 | 氏名       | 就任                      | 退任                       | 備考 |
| -- | ---------- | ------------------------- | -------------------------- | ---- |
| 1  | 鈴木三九一 | 1954年（昭和29年）7月1日  | 1961年（昭和36年）12月30日 |      |
| 2  | 斉藤寛     | 1962年（昭和37年）1月20日 | 1970年（昭和45年）1月19日  |      |
| 3  | 伊藤政秋   | 1970年（昭和45年）1月20日 | 1978年（昭和53年）1月19日  |      |
| 4  | 八木金二郎 | 1978年（昭和53年）1月20日 | 1990年（平成2年）1月19日   |      |
| 5  | 加瀬五郎   | 1990年（平成2年）1月20日  | 2002年（平成14年）1月19日  |      |
| 6  | 伊藤忠良   | 2002年（平成14年）1月20日 | 2005年（平成17年）6月30日  |      |

旭市長
| 代 | 氏名       | 就任                      | 退任                      | 備考           |
| -- | ---------- | ------------------------- | ------------------------- | -------------- |
|    | 穴澤清     | 2005年（平成17年）7月1日  | 2005年（平成17年）7月30日 | 市長職務執行者 |
| 1  | 伊藤忠良   | 2005年（平成17年）7月31日 | 2009年（平成21年）7月30日 |                |
| 2  | 明智忠直   | 2009年（平成21年）7月31日 | 2021年（令和3年）7月30日  |                |
| 3  | 米本弥一郎 | 2021年（令和3年）7月31日  | 現職                      |                |

### 役所
- 市役所（本庁）：〒289-2595 旭市二2132[11]
  - 旭市役所旧庁舎（1962年竣工）の設計はモダニズム建築界を牽引した建築家・富家宏泰（富家建築事務所代表）による。
- 支所：旭市役所本庁は、令和3年4月26日に業務を開始した。海上町、飯岡町、干潟町の庁舎は支所となっている。支所のデータは以下の通り。
  - 海上支所（旧海上町役場）：〒289-2604 旭市高生1
  - 飯岡支所（旧飯岡町役場）：〒289-2713 旭市萩園1800
  - 干潟支所（旧干潟町役場）：〒289-0592 旭市南堀之内10

### 警察・消防
- 千葉県旭警察署（飛地のみ香取警察署が管轄する）
- 旭市消防本部
  - 旭市消防署（消防本部内）
    - 旭市イ2953-1

  - 海上分署
    - 旭市高生1

  - 飯岡分署
    - 旭市萩園1800

  - 干潟分署
    - 旭市南堀之内17

### 国の機関
- 防衛省海上自衛隊システム通信隊群中央システム通信隊飯岡受信所
- 防衛装備庁電子装備研究所飯岡支所

### 県の機関
- 千葉県海匝合同庁舎
  - 海匝地域振興事務所
  - 千葉県旭県税事務所
  - 千葉県教育庁北総教育事務所海匝分室

### 立法

#### 県政
- 千葉県議会
  - 選挙区：旭市で一つの選挙区。定数1人。

#### 国政
- 衆議院
  - 千葉県第10区：銚子市、香取市、成田市、旭市、匝瑳市、香取郡、山武郡横芝光町（旧匝瑳郡光町域）
- 任期：2017年（平成29年）10月22日 - 2021年（令和3年）10月21日（「第48回衆議院議員総選挙」参照）

| 議員名   | 党派名     | 当選回数 | 備考     |
| -------- | ---------- | -------- | -------- |
| 林幹雄   | 自由民主党 | 10       | 選挙区   |
| 谷田川元 | 立憲民主党 | 3        | 比例復活 |

- 参議院
  - 選挙区：千葉県選挙区に属する。

## 経済

### 農畜水産業
農業は基幹産業としての役割を担っており、農業産出額は千葉県内1位（全国5位）で、特に野菜、畜産は県内1位、米は県内2位となっている。その関係上活田・活畑が多く残っている上に、平地が多く天候が急変しても被害を被りにくい為、比較的訪れやすいバードウォッチングの名所として有名である。

#### 農業協同組合
- ちばみどり農業協同組合 - 旭市に本店を置く農業協同組合。千葉県最大の農業協同組合である。

※かつて存在した農業団体
- ベジポート有限責任事業組合 - ニチレイフーズと農業法人のテンアップファームが共同で設立。「日本農業の再生への貢献」という理念の下、農業が抱える後継者不足や過疎化、上昇する生産コストと販売価格のアンバランスなどを解消すべく、6次産業事業を進めるも、2016年3月末で撤退[12]。

#### ふるさと産品・特産品
旭市が指定しているふるさと産品・特産品
- 肉・卵・乳製品 - 安定した品質の食肉を首都圏全域に出荷する。アイスクリームなど、地域の産物を使った新たな畜産加工品も誕生している。
- 丸干しイワシ - 江戸時代から引き継がれる地場産業であり、生産量は日本一。江戸時代では畑の肥料としての使い方が主であったが、現代では健康食品として注目されている。
- シラウオ - 飯岡漁港に水揚げされたシラウオを塩で炊き上げ、天日干しした特産品。
- マッシュルーム - 全国第1位の産出額（平成18年）を記録するマッシュルームの産地。
- タカミメロン - 飯岡貴味メロン（いいおかたかみめろん）のブランドをもつ。6月上旬から7月下旬まで出荷される。糖度は16度以上。
- ナシ - 直売所も多数ある。
- イチゴ - 市内に観光農園が点在している。
- トマト - 味彩トマト（あじさいとまと）のブランドをもつ。生産額は全国有数である。
- キュウリ - 千葉県内第1位の出荷量で旭市を代表する野菜のひとつ。

#### 野菜指定産地
農林水産省による野菜生産出荷安定法および本法に基づき旭市が指定された野菜
- キャベツ - 春キャベツと冬キャベツが指定されている。
- キュウリ - 春冬キュウリが指定されている。
- ダイコン - 春ダイコン・秋冬ダイコンが指定されている。
- トマト - 夏秋トマト・冬春トマトが指定されている。
- ネギ - 春ネギ・秋冬ネギが指定されている。
- レタス - 冬レタスが指定されている。

#### 漁港

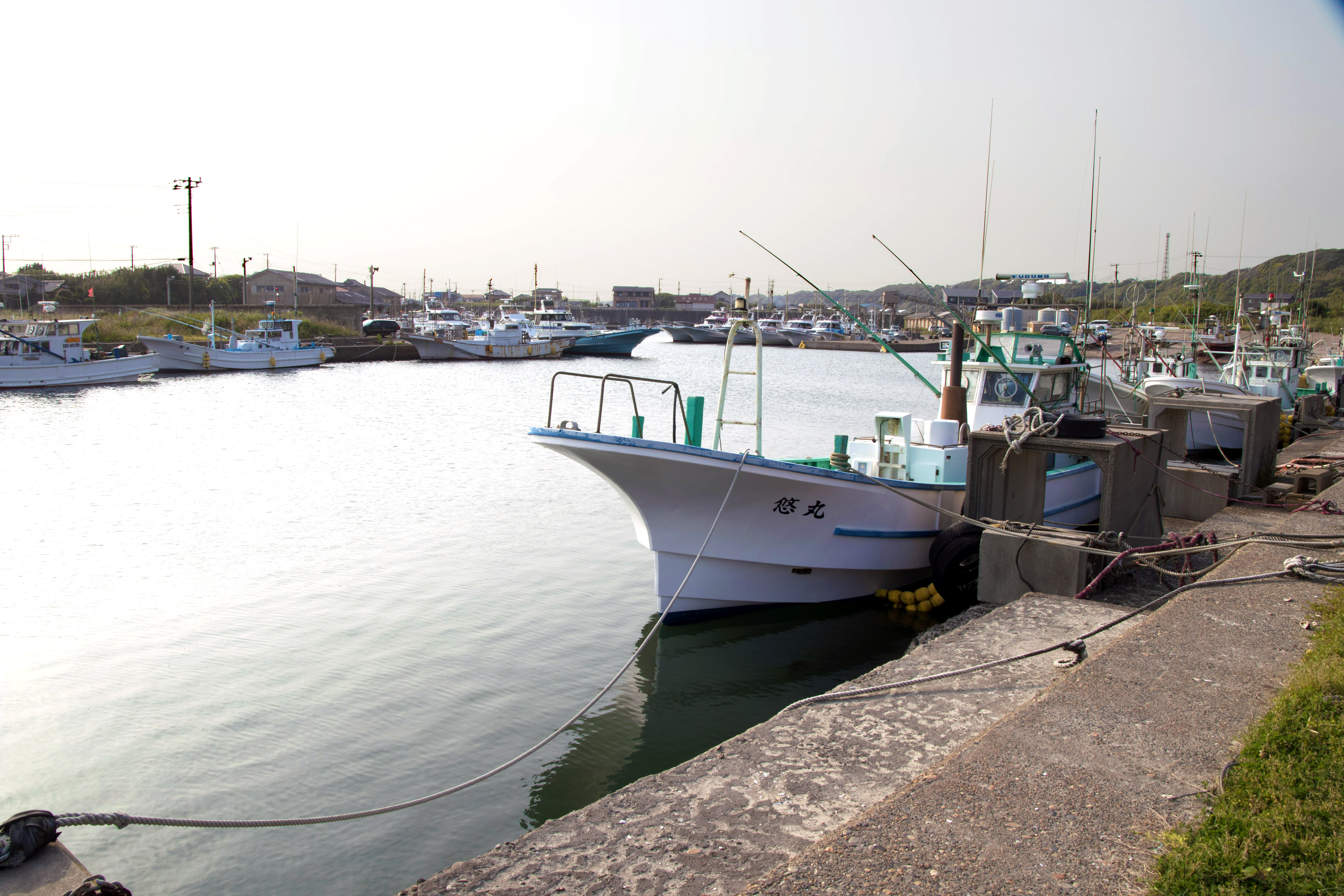
飯岡漁港（第1種漁港）

第1種漁港
- 飯岡漁港（海匝漁業協同組合）
水揚げ量は千葉県内2位。カタクチイワシの水揚げ量は全国2位。伝統加工品の丸干しイワシは日本一の生産量である。

### 工業
- 日清紡ホールディングス
- 朋和産業 - レンゴー子会社
- ゼンショーホールディングス
- 黒田精工
- 村瀬硝子

### 商業
かつては千葉県内の太平洋沿い地域（海匝地域、山武地域、長生地域、夷隅地域）では茂原市、銚子市に次ぐ第3の商業都市であり、旭商圏を形成する商業中心都市・準商業中心都市であったが、銚子市側にロードサイド店舗（イオンモール銚子など）が多く出店したことにより、商圏が衰退し、旭商圏は消滅した。2023年（令和3年）2月には、市内商業の中核であった「イオン旭店」が撤退した。
- 旭市商工会館

ショッピングセンター
- 旭サンモールショッピングセンター

スーパーマーケット
- イオンタウン旭
- ベイシア旭飯岡店
- ベイシア Foods Park 旭サンモール店
- ビッグハウス旭店
- カスミ旭店
- フレッシュイイダ旭店
- トライアル旭川口店

ホームセンター
- カインズスーパーセンター旭飯岡店
- カインズ旭店
- コメリハード&グリーン足川店・海上店
- コメリパワー旭店

#### 本社・本店を置く企業
- 千葉県食肉公社 - 関東有数の規模である食肉センター
- 三栄交通

## 姉妹都市・提携都市
日本国内
- 長野県茅野市（姉妹都市）
- 沖縄県中城村（友好交流市村）

## 地域

### 地区
住所表記
- 旭地区は変更無し。
- 海上地区、飯岡地区、干潟地区は旭市の後に大字名が付く。
  - 例1：海上郡海上町大字高生→旭市高生
  - 例2：海上郡飯岡町大字萩園→旭市萩園
  - 例3：香取郡干潟町大字萬歳→旭市萬歳

### 教育
専修学校
- 旭中央病院附属看護専門学校

#### 高等学校
- 千葉県立旭農業高等学校
- 千葉県立東総工業高等学校

#### 中学校
- 旭市立干潟中学校
- 旭市立海上中学校
- 旭市立第一中学校
- 旭市立第二中学校
- 旭市立飯岡中学校

#### 小学校
- 旭市立飯岡小学校
- 旭市立嚶鳴小学校
- 旭市立共和小学校
- 旭市立古城小学校
- 旭市立琴田小学校
- 旭市立三川小学校
- 旭市立滝郷小学校
- 旭市立中央小学校
- 旭市立中和小学校
- 旭市立鶴巻小学校
- 旭市立富浦小学校
- 旭市立豊畑小学校
- 旭市立干潟小学校
- 旭市立萬歳小学校
- 旭市立矢指小学校

### 施設

#### 医療機関
- 総合病院国保旭中央病院

#### 郵便局
- 旭郵便局

#### 博物館
- 大原幽学記念館

#### 千葉県の施設
- 千葉県東総文化会館
- 千葉県立東部図書館
- 千葉県総合スポーツセンター東総運動場

#### 旭市の施設
- 飯岡体育館・飯岡野球場・飯岡庭球場
- しおさいスタジアム（旭市サッカー場）
- 海上体育館
- 海上野球場・庭球場
- 干潟さくら台野球場・庭球場
- あさひパークゴルフ場
- 旭スポーツの森公園
- 飯岡刑部岬展望館〜光と風〜
- 海上コミュニティ運動公園
- 旭市海上キャンプ場
- 滝のさと自然公園
- 文化の杜公園

### 災害対策
災害発生時の避難場所・避難施設が整備されている。詳細は 災害時の避難場所（旭市役所ホームページ） を参照。
- 指定緊急避難場所 - 71ヵ所
- 広域避難場所 - 9ヵ所
- 津波避難施設（避難拠点） - 14ヵ所
- 津波避難場所 - 11ヵ所
- 指定避難場所 - 28ヵ所
- 福祉避難場所 - 6ヵ所

### その他
市外局番は市内全域「0479」。ただし、合併当初は市内局番が「6X」の地域（旧・旭市と旧・干潟町）は「八日市場MA」、市内局番が「5X」の地域（旧・海上町と旧・飯岡町）は「銚子MA」であり、市内でMAをまたがる区域の通話は市外局番からかける必要があったが、2009年11月1日より市内全域が八日市場MAに統合されて問題が解消した。

## 交通

### 鉄道路線
東日本旅客鉄道（JR東日本）
- ■ 総武本線
  - - 干潟駅 - 旭駅 - 飯岡駅 - 倉橋駅 -

### バス路線

#### 高速バス
- 犬吠号 東京～銚子線（旭ルート）
  - バスターミナル東京八重洲 - 干潟・旭・旭中央病院東 - 海上・飯岡・銚子駅・犬吠埼 （京成バス千葉イースト、京成バス）
- 東京～銚子線（横芝光・旭ルート）
  - バスターミナル東京八重洲 - 横芝光IC - 八日市場駅 - 匝瑳市役所 - 干潟・旭・旭中央病院東 - 海上・飯岡・銚子駅 （京成バス千葉イースト、京成バス）

#### 路線バス
- 旭市コミュニティバス（京成バス千葉イーストが委託）
- 京成バス千葉イースト　旭～銚子線
  - 旭駅 - 旭中央病院(一部便通過) - 玉崎神社 - 飯岡灯台入口 - イオンモール銚子 - 銚子駅 - 陣屋町(千葉県)
- 京成バス千葉イースト　府馬線
  - 旭中央病院 - 旭駅 - 共和小学校 - 中和 - 府馬農協 - 小見川神社前 - おみがわ医療センター - 小見川駅

### 道路
一般国道
- 国道126号

主要地方道
- 千葉県道28号旭小見川線
- 千葉県道30号飯岡一宮線（九十九里ビーチライン）
- 千葉県道35号旭停車場線
- 千葉県道56号佐原椿海線
- 千葉県道74号多古笹本線
- 千葉県道70号大栄栗源干潟線
- 千葉県道71号銚子旭線
- 千葉県道73号銚子海上線

都道府県道
- 千葉県道104号八日市場井戸野旭線
- 千葉県道105号干潟停車場豊畑線
- 千葉県道114号八日市場山田線
- 千葉県道122号飯岡片貝線
- 千葉県道149号八日市場府馬線
- 千葉県道210号飯岡停車場線
- 千葉県道211号飯岡猿田停車場線
- 千葉県道216号飯岡松岸停車場線
- 千葉県道265号小見川海上線
- 千葉県道266号旭笹川線

自転車道
- 千葉県道408号飯岡九十九里自転車道線

広域農道
- 東総広域農道

道の駅
- 道の駅季楽里あさひ

## 名所・旧跡・観光スポット・祭事・催事

### 名所・旧跡

#### 史跡
- 大原幽学遺跡史跡公園 - 1988年（昭和63年）11月17日に大原幽学ゆかりの農家・旧林家住宅を復元[17][18]。1990年（平成17年）5月10日に周辺約4ヘクタールを整備して大原幽学遺跡史跡公園として開園した[19]。（国の史跡）
- 御前鬼塚古墳
- 香取航空基地跡地 - 太平洋戦争中、神風特別攻撃隊が硫黄島に向けて出撃した。現・あさひ鎌数工業団地。

#### 社寺
- 鎌数伊勢大神宮（神事の「鎌数の神楽」は千葉県指定無形民俗文化財）
- 玉崎神社（本殿、拝殿および狛犬は千葉県指定有形文化財）
- 熊野神社（旭市二）（神事の「熊野神社の神楽」は千葉県指定無形民俗文化財）
- 八坂神社（太田のエンヤーホーは千葉県指定無形民俗文化財）
- 雷神社
- 浦賀神社
- 太田神社
- 櫻井子安神社
- 水神社
- 殿玉山 西德院 東漸寺
- 北陸山 金剛院 東榮寺
- 佛瀧山 龍福寺（「岩井の滝不動」、「岩井の不動堂」などとも称される。境内の森は千葉県指定天然記念物に指定されている）
- 金剛山 長禪寺
- 成田山 真福寺

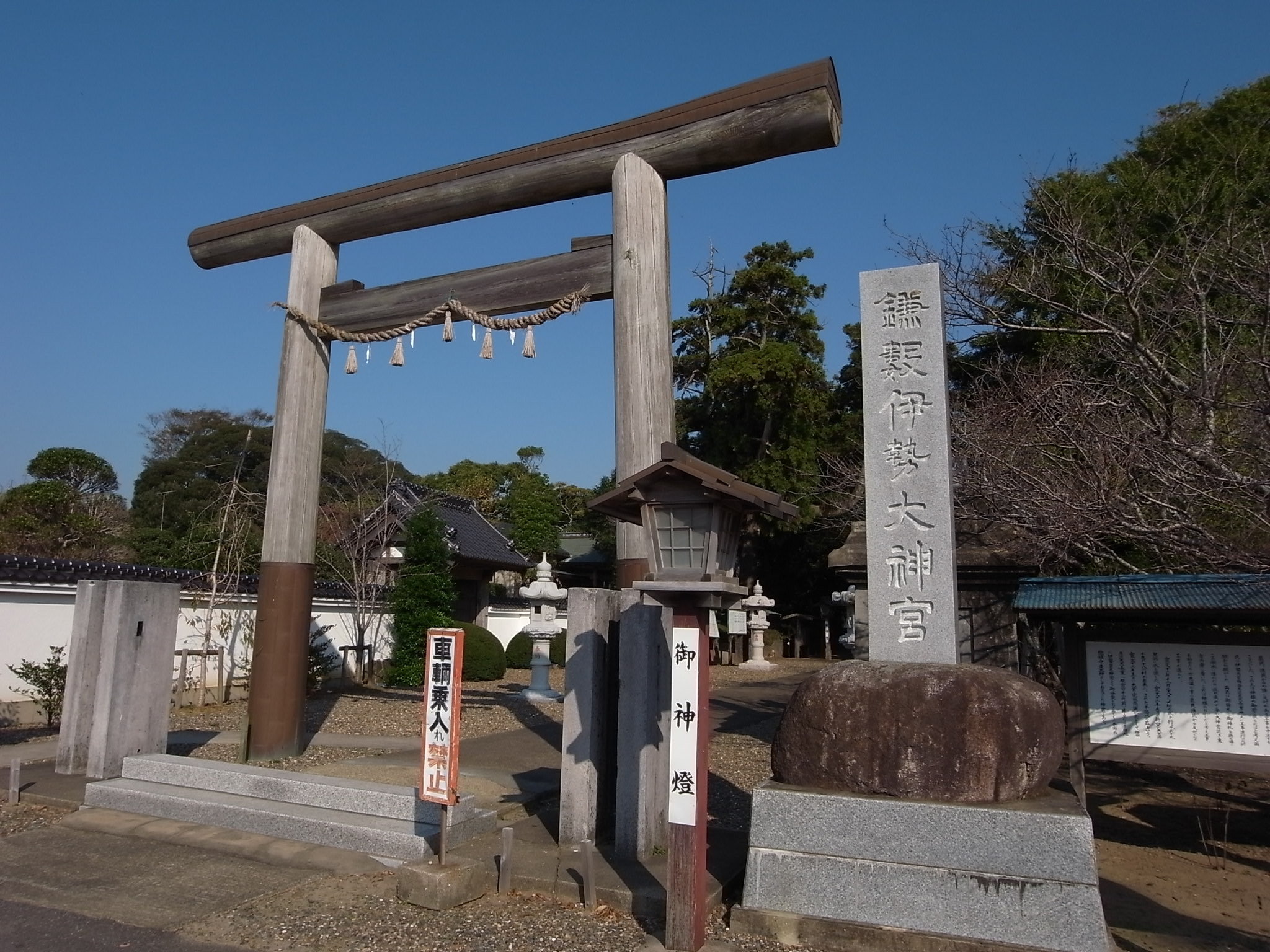
鎌数伊勢大神宮
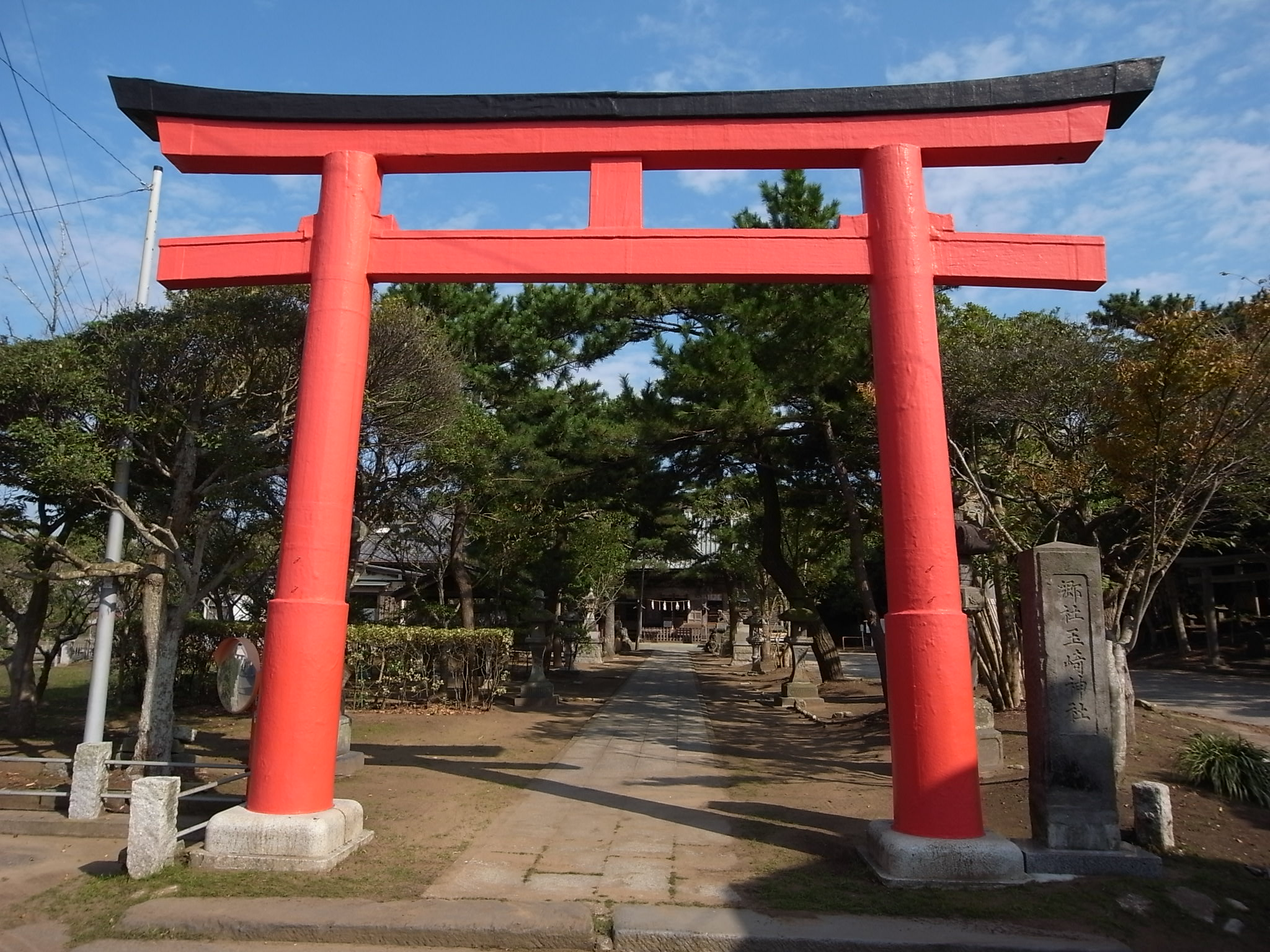
玉崎神社
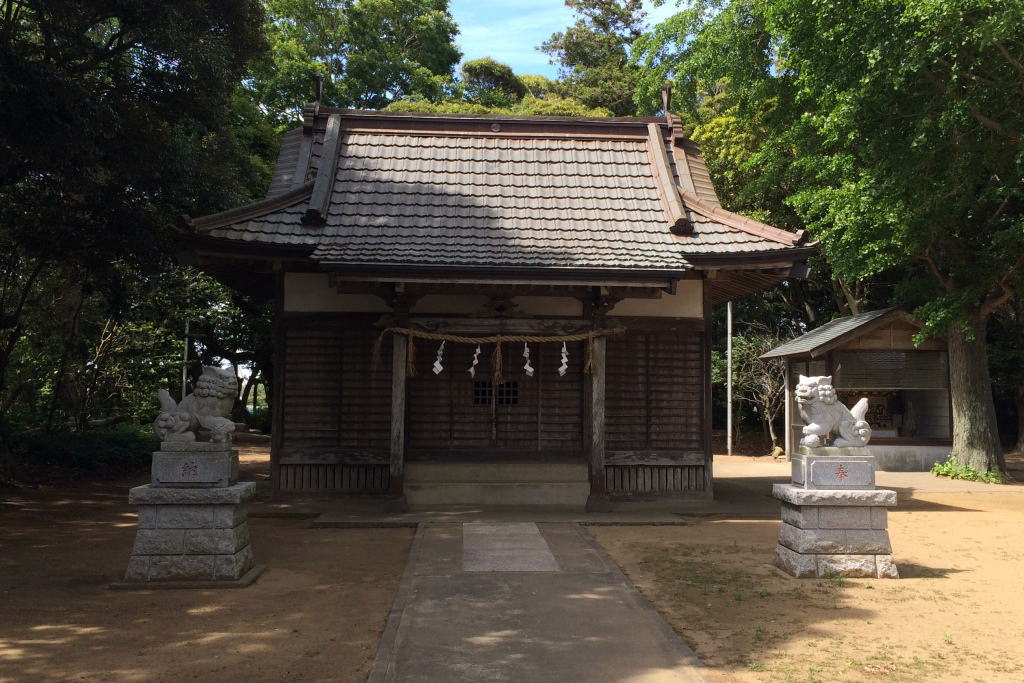
熊野神社
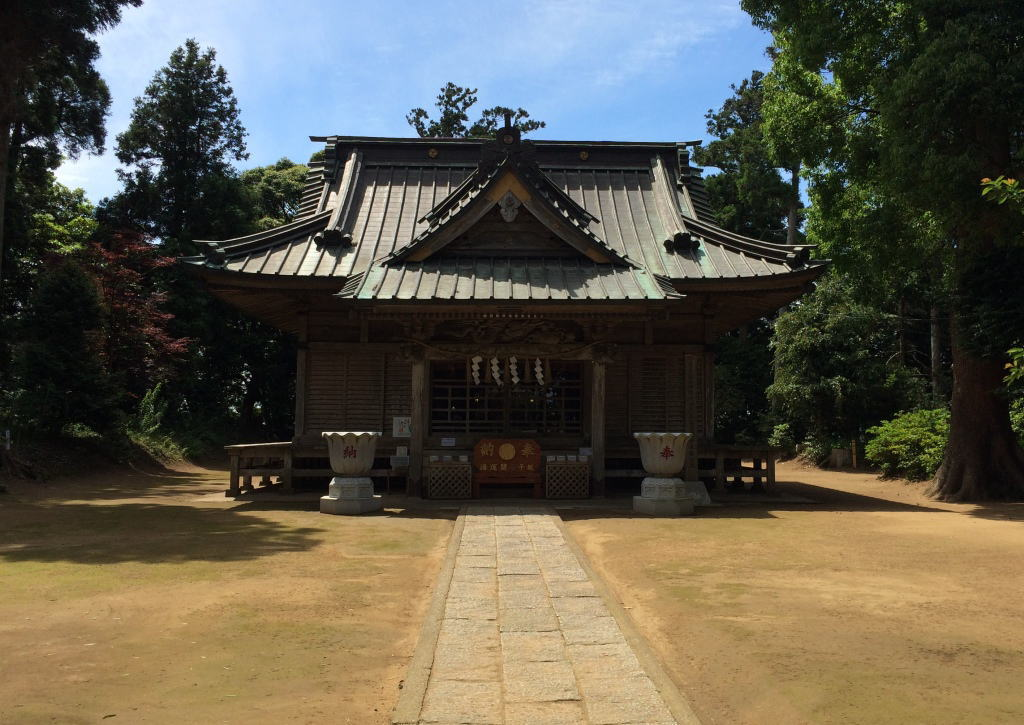
雷神社
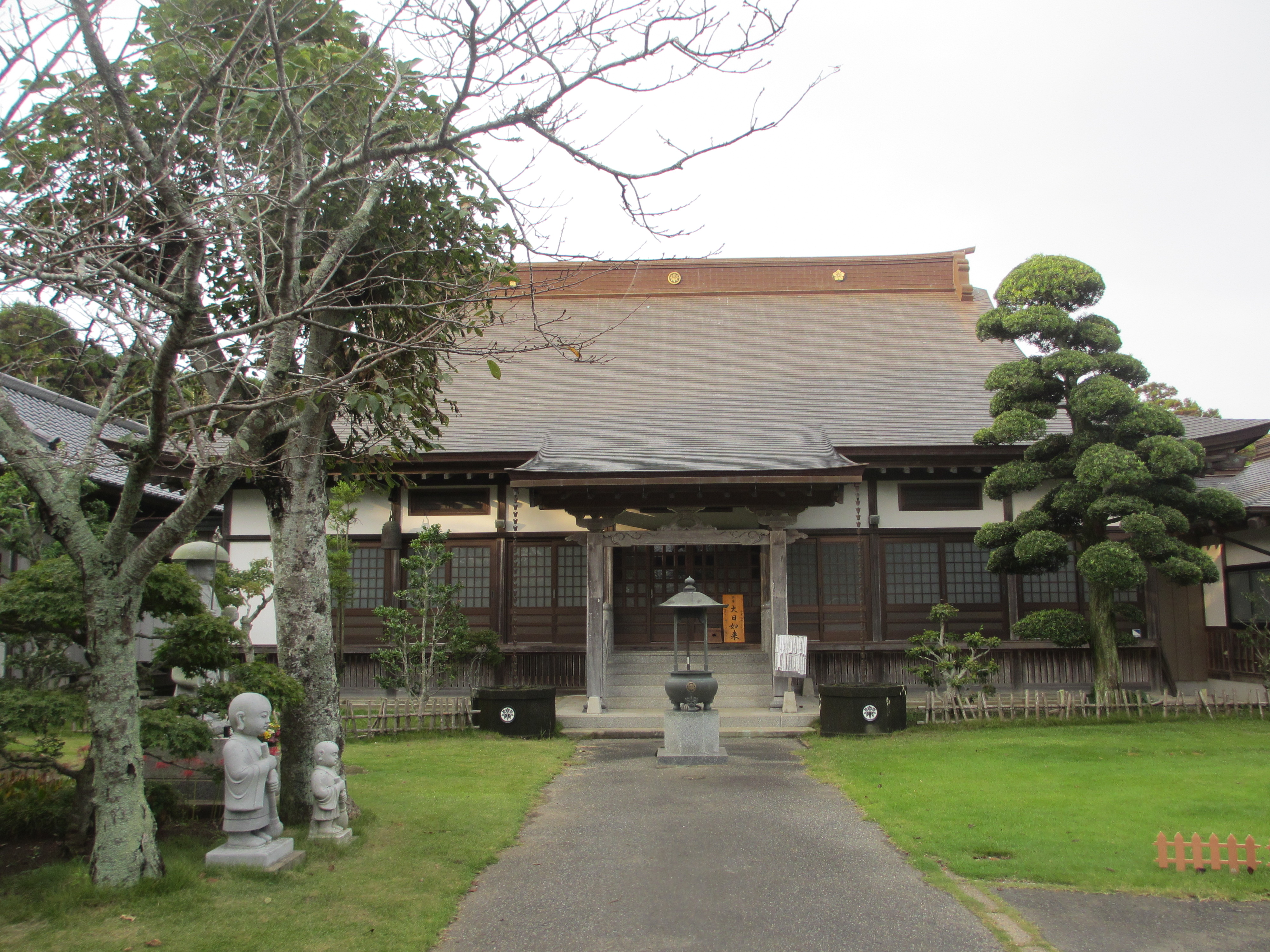
東漸寺
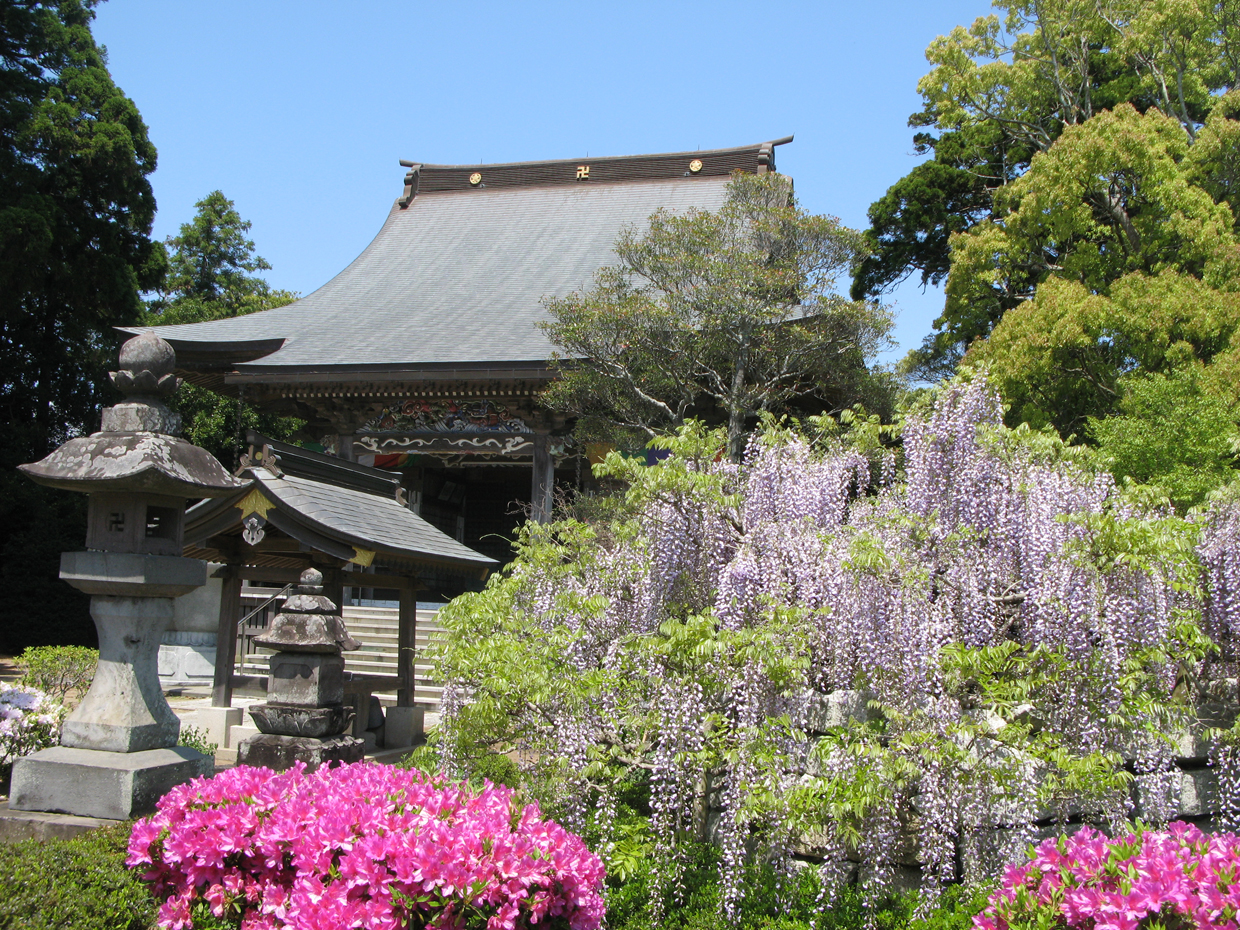
真福寺

### 観光スポット

#### 景勝地
- 九十九里浜
- 刑部岬
  - 飯岡灯台
  - 飯岡刑部岬展望館〜光と風〜
- 飯岡風車群 - 丘の上に風力発電の大きな風車が並んでいる。
- 椿海（干潟八万石）
- 蛇園出清水地区 - ゲンジボタル（市指定天然記念物）やシランが生息し、食虫植物、コスモス、菜の花、河津桜がみられる[20]。

#### 海水浴場
- 矢指ヶ浦海水浴場
- 飯岡海水浴場 - 海水浴場の横ではサーフィンや釣りが楽しめる。

#### 温泉
- 矢指ヶ浦温泉
- 旭九十九里温泉
- 八福温泉
- 飯岡温泉
  - 飯岡ラジウム温泉

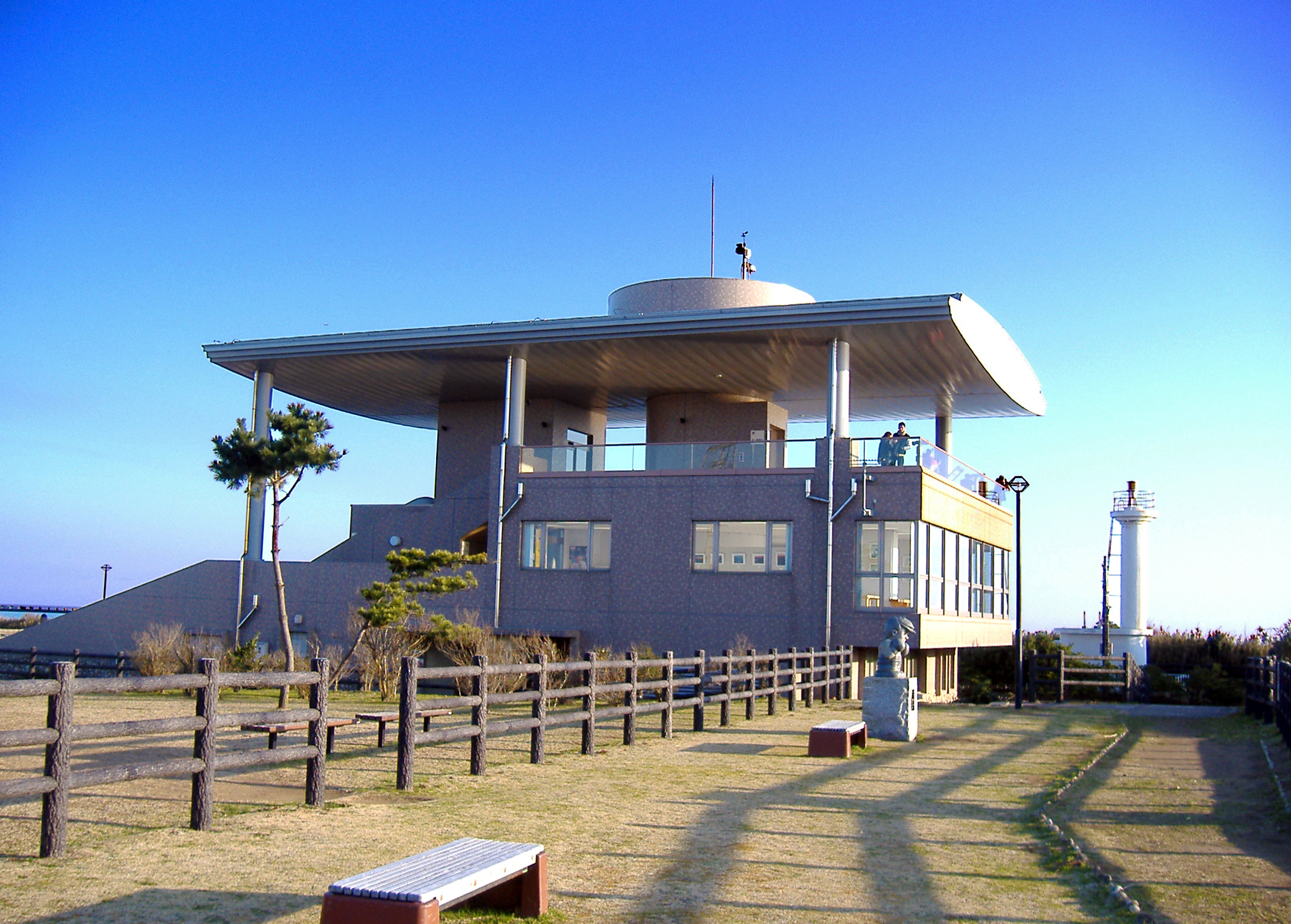
飯岡刑部岬展望館〜光と風〜
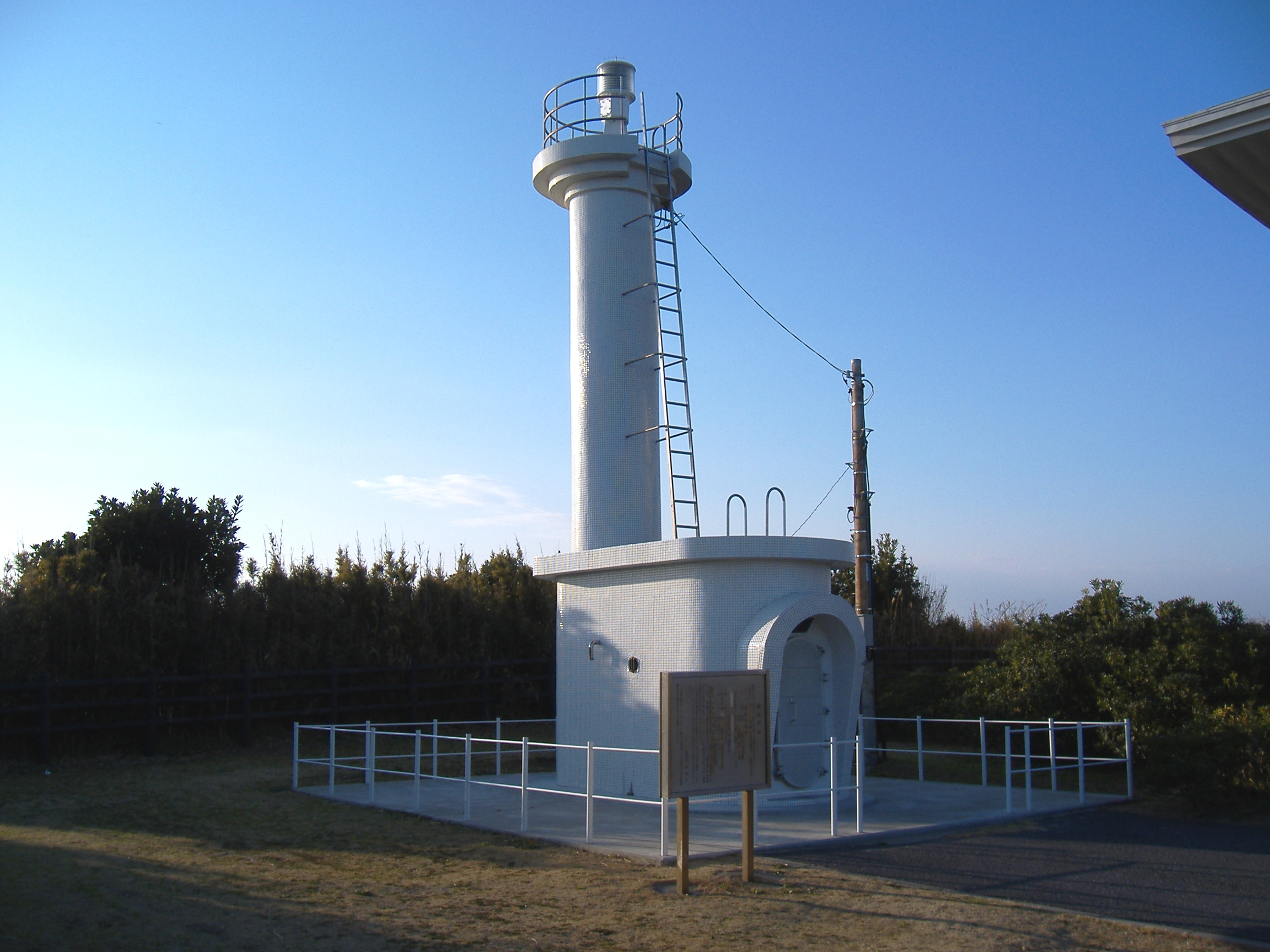
飯岡灯台
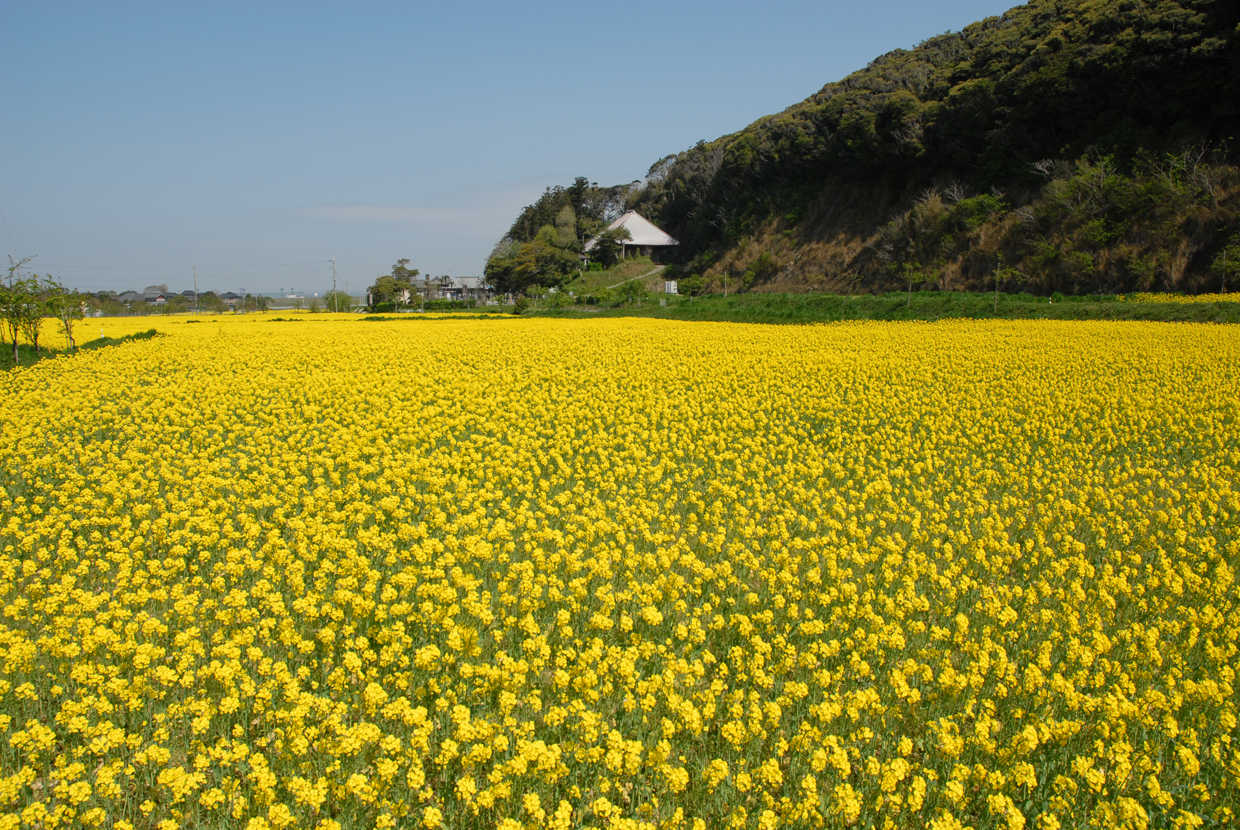
蛇園出清水地区の菜の花畑
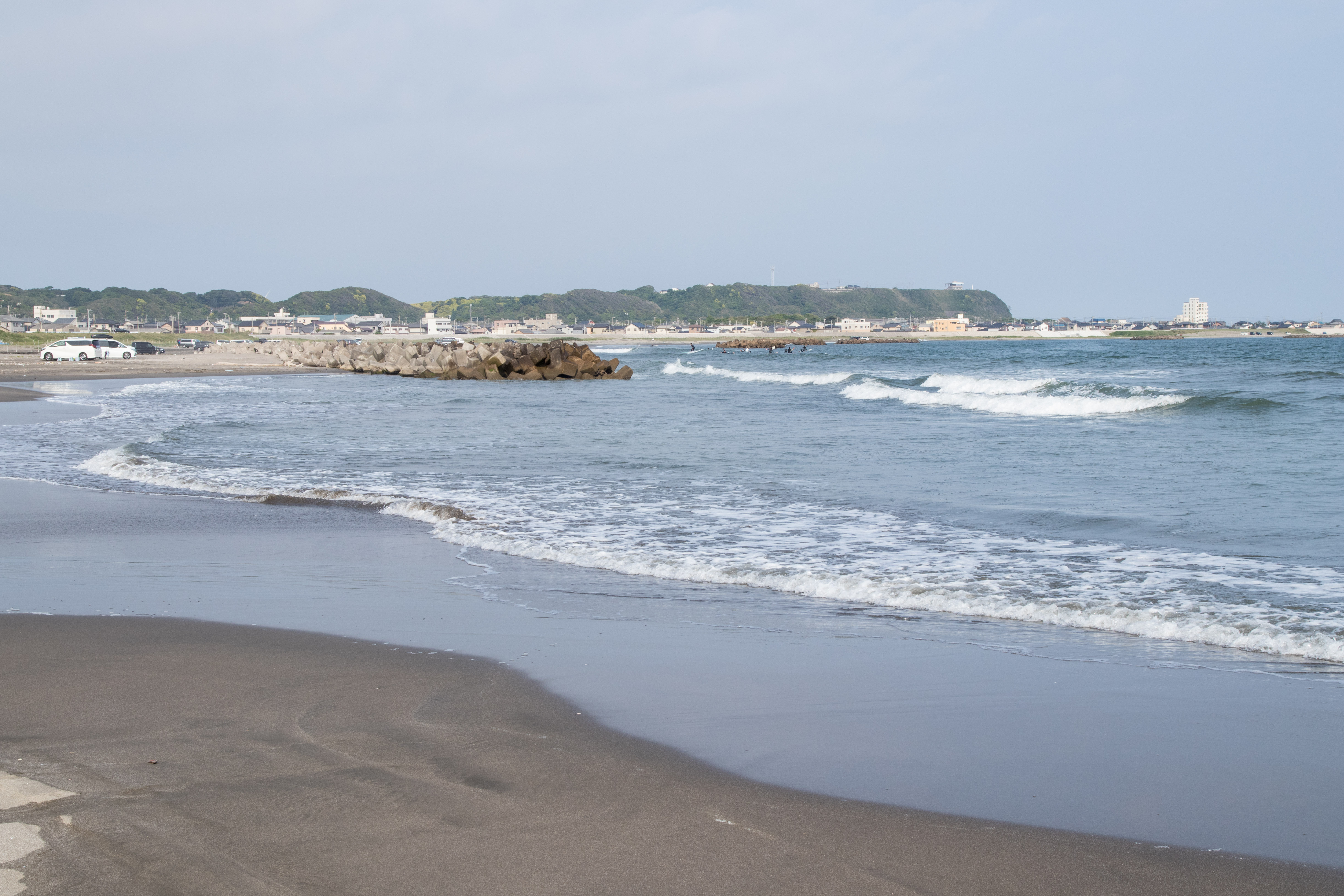
飯岡海水浴場
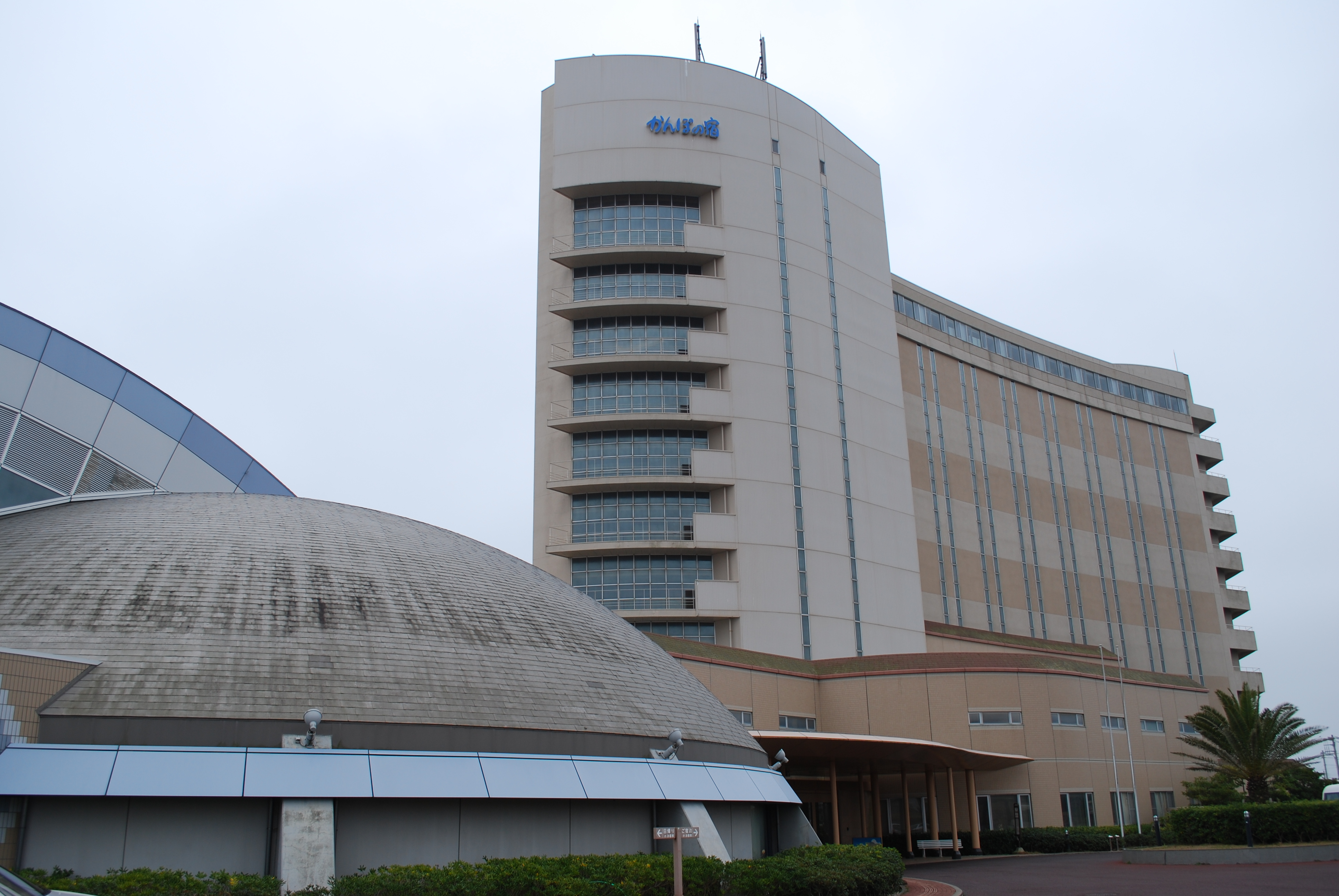
亀の井ホテル九十九里（旭九十九里温泉）

### 祭事・催事
- 太田のエンヤーホー - 八坂神社の祇園祭で演じられる民俗芸能
- 水神社永代大御神楽（千葉県指定無形民俗文化財）
- 飯岡しおさいマラソン大会 - 2月の第一日曜日に開催
- 飯岡海浜花火大会 - 7月最終土曜日に開催
- いいおかYOU・遊フェスティバル - 7月最終土曜日,日曜日に開催
- 旭市七夕まつり - 8月6日、8月7日に開催

### 文化財
国・県指定文化財一覧。
| 番号 | 指定・登録 | 類別                   | 名称                                 | 所在地          | 所有者または管理者       | 指定年月日       | 備考 |
| ---- | ---------- | ---------------------- | ------------------------------------ | --------------- | ------------------------ | ---------------- | ---- |
| 1    | 国指定     | 重要文化財（歴史資料） | 大原幽学関係資料                     | 旭市長部345-2   | 旭市                     | 平成3年6月21日   | 一括 |
| 2    | 国指定     | 記念物（史跡）         | 大原幽学遺跡旧宅墓および宅地耕地地割 | 旭市長部339他   | 旭市他                   | 昭和27年10月11日 |      |
| 3    | 県指定     | 有形文化財（建造物）   | 玉崎神社本殿                         | 旭市飯岡2126    | 玉崎神社                 | 昭和48年3月2日   | 1棟  |
| 4    | 県指定     | 有形文化財（建造物）   | 旧林家住宅                           | 旭市長部339-1   | 旭市                     | 昭和54年3月2日   | 1棟  |
| 5    | 県指定     | 有形文化財（建造物）   | 玉崎神社拝殿                         | 旭市飯岡2126    | 玉崎神社                 | 平成17年3月29日  | 1棟  |
| 6    | 県指定     | 有形文化財（絵画）     | 絹本著色釈迦涅槃図                   | 旭市琴田3521    | 海宝寺                   | 平成11年3月30日  | 1幅  |
| 7    | 県指定     | 有形文化財（彫刻）     | 木造伝聖観音立像                     | 旭市溝原715     | 東栄寺                   | 昭和41年5月20日  | 1躯  |
| 8    | 県指定     | 有形文化財（彫刻）     | 木造阿弥陀如来立像                   | 旭市蛇園612     | 還来寺                   | 平成12年2月25日  | 1躯  |
| 9    | 県指定     | 有形文化財（工芸品）   | 古瀬戸狛犬                           | 旭市飯岡2126    | 玉崎神社                 | 平成2年3月16日   | 1対  |
| 10   | 県指定     | 無形民俗文化財         | 水神社永代大御神楽                   | 水神社          |                          | 昭和29年3月31日  |      |
| 11   | 県指定     | 無形民俗文化財         | 鎌数の神楽                           | 鎌数伊勢大神宮  | 鎌数伊勢大神宮神楽保存会 | 昭和40年4月27日  |      |
| 12   | 県指定     | 無形民俗文化財         | 倉橋の弥勒三番叟                     | 旭市倉橋        | 倉橋弥勒三番叟保存会     | 昭和42年3月7日   |      |
| 13   | 県指定     | 無形民俗文化財         | 熊野神社の神楽                       | 熊野神社        | 鎌数伊勢大神宮神楽保存会 | 昭和55年2月22日  |      |
| 14   | 県指定     | 無形民俗文化財         | 太田のエンヤーホー                   | 旭市ニ          | 太田八坂神社氏子会       | 平成20年3月18日  |      |
| 15   | 県指定     | 記念物（史跡）         | 御前鬼塚古墳                         | 旭市鏑木3368他  | 正賢寺                   | 昭和50年3月28日  |      |
| 16   | 県指定     | 記念物（天然記念物）   | 龍福寺の森                           | 旭市岩井120-1他 | 龍福寺・旭市             | 昭和54年3月2日   |      |

## 著名な出身者

### 政財界・行政
- 石毛郁治（三井化学工業社長、飯岡町名誉町民第1号）
- 茂木啓三郎（キッコーマン社長、旭市名誉市民）
- 赤谷源一（国際連合事務次長（広報担当）、チリ駐箚特命全権大使）
- 加瀬禧逸（衆議院議員（5期））
- 加瀬俊一（外交官、国連大使）
- 田原康生（総務省国際戦略局長、同サイバーセキュリティ統括官）：旧飯岡町[22]
- 寺島隆太郎（衆議院議員（8期））
- 宮内三朗（第11-15代千葉市長）

### 文学
- 高橋順子（詩人）

### 芸術
- 片山まさゆき（漫画家）
- 椎名保（日本画家）
- 濤川惣助（七宝家）
- 仲條正義（グラフィックデザイナー）
- 道満晴明（漫画家）

### スポーツ
- 荒井のり子（陸上競技 車いす200メートル走）
- 高橋慶帆（バレーボール選手）
- 富沢祥也（オートバイレース選手）
- 長澤義明（自転車ビルダー、メカニシャン）
- モンゴルマン（本名：齋藤俊一）（元格闘家、プロレスラー）

#### プロ野球選手
- 有薗直輝
- 石毛宏典
- 遠藤伸久
- 尾上旭
- 杉山翔大
- 高木晃次
- 高橋重行
- 土屋正勝

### 芸能
- 宇野沢達也（気象予報士、ウェザーニュースLiVE解説員）
- 桂竹千代（落語家）
- 鈴木もぐら（お笑い芸人、空気階段）
- 實川風（ピアニスト）
- 椎名佐千子（歌手）
- 菅谷哲也（俳優、タレント）
- 菅生隆之（俳優、声優）
- 高品格（俳優）
- 高品剛（俳優）

## ゆかりのある人物
- 木曾義昌：戦国時代の武将。後年に徳川家康によってこの地に移封され没する。
- 大原幽学：江戸時代後期の農政学者、農民指導者。
- 飯岡助五郎：旧飯岡町周辺を縄張りとした侠客。
- 座頭市：飯岡助五郎の配下であった盲目の侠客がモデル。
- 藤城清治：影絵作家。太平洋戦争中、海軍予備学生として香取航空基地に配属された。
- ちばてつや：漫画家。旧飯岡町で幼少期を過ごす。
- 蛯原英里（チャイルド・ボディ・セラピスト）：総合病院国保旭中央病院に勤務した。2003年、旭市ミス七夕コンテストに出場し準ミスに選ばれた。

## 旭市を舞台・ロケ地とした作品
- 浪曲『天保水滸伝』は現在の旭市付近が舞台となっている。
- 2000年（平成12年）に公開された映画『ジュブナイル』の撮影が旭市（旧飯岡町）で行われた。
- 2007年（平成19年）9月14日放送の『テレビチャンピオン2』においてサンドアート選手権の舞台となった。
- 2017年（平成29年）に公開されたアニメ映画『打ち上げ花火、下から見るか？横から見るか？』のモデル地となっている。
- テレビドラマ『コーチ』では、旭市の九十九里浜や街中がロケ地となっている。
- テレビドラマ『孤独のグルメ』では、旭市が2023年までに2度ロケ地に選ばれている。